# 小學生搔癢學園
《小學生搔癢學園》是Orustak Pictures和Toy Willow製作的寫真DVD系列。

## 內容
《小學生搔癢學園》系列以拍攝小學生偶像在被搔癢後的反應為主軸。該些偶像在作品中會身穿各式各樣的衣服，比如燈籠褲、個人服裝、體操服。在部分作品中，會有成人以扮演幽靈或女教師的姿態為該些小學生搔癢，還有作品會拍攝小學生偶像騎上機械牛後被搔癢的反應。

## 發行
《小學生搔癢學園》本篇的首部作品在2006年12月20日發行。第4作則在2007年11月10日開售。
| 卷    | 演出者                        | 發售日         |
| ----- | ----------------------------- | -------------- |
| 第1卷 | 木戶結菜、木戶若菜、佐藤夢    | 2006年2月3日   |
| 第2卷 | 深田芹菜、沙羅、              | 2007年2月26日  |
| 第3卷 | 星☆美優、羽石光希、渡邊優莉奈 | 2007年3月27日  |
| 第4卷 |                               | 2007年11月10日 |

在本篇第3卷推出後，Orustak Pictures亦推出了外傳《小學生 搔癢學園番外編 幽靈屋的扮鬼遊戲》（小学生 くすぐり学園番外編 幽霊屋敷でオニごっこ）。
| 卷    | 演出者                         | 發售日        |
| ----- | ------------------------------ | ------------- |
| 第1卷 | 杏なつみ、小野寺沙羅、木戶結菜 | 2007年4月26日 |
| 第2卷 |                                | 2007年6月1日  |
| 第3卷 |                                | 2008年6月27日 |
| 第4卷 |                                | 2008年7月29日 |

Toy Willow之後在2008年推出外傳《小學生 搔癢學園番外編 外星人綁架 搔癢星人人體實驗的真相！？》（くすぐり学園番外編 エイリアンアブダクト こちょぐりん星人生体実験の真実!?）。
| 卷    | 演出者 | 發售日        |
| ----- | ------ | ------------- |
| 第1卷 |        | 2008年1月30日 |
| 第2卷 |        | 2008年4月25日 |

Orustak在2008年推出了番外篇《小學生 搔癢學園番外編 Kocholinator與扮鬼遊戲》（くすぐり学園番外編 未来からの刺客 コチョリネーターとオニごっこ）。
| 卷    | 演出者 | 發售日        |
| ----- | ------ | ------------- |
| 第1卷 |        | 2008年3月11日 |
| 第2卷 |        | 2008年8月29日 |